# Skyrace des Matheysins
La Skyrace des Matheysins est une épreuve de skyrunning disputée à Saint-Honoré dans le département de l'Isère en France depuis 2016.

## Histoire
En 2016, les organisateurs du trail matheysin profitent de la création de la Skyrunner National Series France dont ils intègrent le calendrier pour transformer leur course en une épreuve plus technique de skyrunning. Ils espèrent ainsi se distinguer des nombreuses épreuves de trail dans le pays et attirer des coureurs spécialistes des parcours techniques.
En 2019, l'épreuve s'internationalise en rejoignant le calendrier de la Skyrunner World Series. Elle en devient une épreuve régulière.
Habituellement courue en mai, l'épreuve se déroule en octobre en 2020 et 2021 en raison de la pandémie de Covid-19.
En plus de l'épreuve principale, trois autres courses plus accessibles sont proposées aux concurrents. La ronde de la marmotte, un petit trail de 12 km couru depuis 2011, le SkyTrail, une course technique de 18 km mais moins exigeante que la Skyrace et le SkyTour, un trail de 42 km avec quelques passages techniques.

## Parcours
Le départ est donné à la salle polyvalente du village de Tors. Le parcours suit dans un premier temps la route en direction de Nantes-en-Ratier puis bifurque pour aller à Saint-Honoré Village. De là, le parcours commence l'ascension vers Saint Honoré 1500 en passant par Comboursière. Le parcours redescend légèrement pour ensuite entreprendre l'ascension du Pérollier jusqu'à son sommet à 2 183 m. Il redescend sur le col de l'Ollière puis effectue l'ascension de l'Oreille du Loup et longe la crête jusqu'à atteindre son point culminant au sommet du Tabor à 2 389 m. Il continue en direction de la crête des Barres jusqu'au Piquet de Nantes. Le parcours effectue ensuite la descente sur Nantes-en-Ratier et rejoint la route pour rallier le point de départ où est donnée l'arrivée. Il mesure 25 km pour 1 950 m de dénivelé positif et négatif.

## Vainqueurs
| Édition | Date | Hommes | Hommes                           | Hommes          | Femmes | Femmes              | Femmes          |
| ------- | ---- | ------ | -------------------------------- | --------------- | ------ | ------------------- | --------------- |
|         |      | Rang   | Athlète                          | Temps           | Rang   | Athlète             | Temps           |
| 1re     | 2016 | 1er    | Adrien Michaud                   | 2 h 40 min 36 s | 24e    | Célia Chiron        | 3 h 15 min 25 s |
| 2e      | 2017 | 1er    | Adrien Michaud — 2e victoire     | 2 h 51 min 34 s | 20e    | Adeline Roche       | 3 h 21 min 38 s |
| 3e      | 2018 | 1er    | Anthony Cottier                  | 2 h 50 min 9 s  | 18e    | Elise Chabbey       | 3 h 12 min 59 s |
| 4e      | 2019 | 1er    | Bartłomiej Przedwojewski         | 2 h 35 min 10 s | 55e    | Elena Rukhliada     | 2 h 57 min 5 s  |
| 5e      | 2020 | 1er    | Frédéric Tranchand               | 2 h 32 min 42 s | 31e    | Tove Alexandersson  | 2 h 42 min 23 s |
| 6e      | 2021 | 1er    | Frédéric Tranchand — 2e victoire | 2 h 32 min 42 s | 45e    | Johanna Åström      | 2 h 55 min 5 s  |
| 7e      | 2022 | 1er    | Sylvain Cachard                  | 2 h 15 min 40 s | 56e    | Julie Roux          | 2 h 56 min 39 s |
| 8e      | 2023 | 1er    | Frédéric Tranchand — 3e victoire | 2 h 25 min 4 s  | 42e    | Clémentine Geoffray | 2 h 54 min 12 s |
| 9e      | 2024 | 1er    | Nadir Maguet                     | 2 h 25 min 43 s | 54e    | Anastasia Rubtsova  | 2 h 53 min 52 s |
| 10e     | 2025 | 1er    | Alex Oberbacher                  | 2 h 25 min 50 s | 74e    | Lucille Germain     | 2 h 51 min 20 s |